# Alan Hull

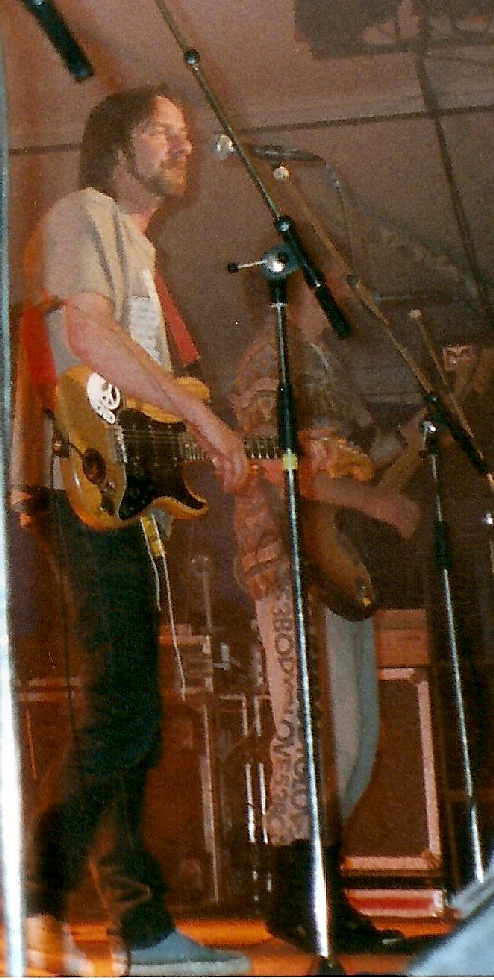
Alan Hull mit Lindisfarne, 1991

Alan Hull (* 20. Februar 1945 in Benwell, Newcastle upon Tyne, England, als James Alan Hull; † 17. November 1995) war ein britischer Singer-Songwriter. Bekannt wurde er vor allem als Gründungsmitglied der Folkrockband Lindisfarne.

## Biografie
Hull begann seine musikalische Karriere 1962 bei der Band „The Chosen Few“, aus der nach Hulls Weggang Skip Bifferty entstand. Hull verließ The Chosen Few, um als Pfleger in einer psychiatrischen Klinik zu arbeiten. Er trat nebenbei als Folkmusiker auf und wurde Mitglied der Band „Brethren“ – zuvor „The Downtown Faction“ –, die sich bald darauf „Lindisfarne“ nannte. Hull schrieb die meisten Hits der Gruppe, die Anfang der 1970er äußerst erfolgreich war.
1973, nach einer enttäuschenden Amerikatournee, kam es zur Trennung. Ein Teil der Band machte sich als Jack the Lad selbständig. Hull veröffentlichte das Soloalbum Pipedream und den Gedichtband The Mocking Horse, bevor er mit den verbliebenen Lindisfarne-Kollegen zwei weitere Gruppenalben aufnahm. Als der gewünschte Erfolg ausblieb, löste sich Lindisfarne 1975 erneut auf.
Als Nächstes erschien das Soloalbum Squire, und Hull gründete die Band „Radiator“, die 1977 das Album Is’t it Strange herausbrachte.
1978 gab es eine Wiedervereinigung von Lindisfarne, die wieder an die alten Erfolge anknüpfen konnte. Allerdings verblasste die Popularität in den 1980ern. Es erschienen weiterhin Alben der Gruppe, die jedoch nicht mehr die vorderen Chartplätze erreichten. 1990 gab es noch einmal einen Hit auf Platz 2 der Single-Charts mit einer Neuaufnahme von Fog on the Tyne von 1971, diesmal mit dem Fußballstar Paul „Gazza“ Gascoigne. Hull hatte zwischenzeitlich weitere Soloalben veröffentlicht.
1995 feierte die Band Lindisfarne ihr 25-jähriges Bestehen. Am 17. November des gleichen Jahres starb Alan Hull während der Arbeit am Album Statues & Liberties im Alter von 50 Jahren an einer Thrombose.

## Diskografie (solo)

### Alben
- 1973: Pipedream (1973) – UK Album-Charts Platz 29
- 1975: Squire
- 1979: Phantoms (2007 als CD mit Bonusmaterial veröffentlicht)
- 1983: On The Other Side
- 1988: Another Little Adventure
- 1994: Back to Basics
- 1996: Statues & Liberties
- 1998: When War Is Over
- 2005: We Can Swing Together - Anthology
- 2009: Live at Clifton Poly 1975

### Singles
- 1970: We Can Swing Together / Obadiah's Grave
- 1973: Numbers / Drinking Song / One Off Pat
- 1973: Justanothersadsong / Waiting
- 1975: Dan The Plan / One More Bottle Of Wine
- 1975: One More Bottle Of Wine / Squire
- 1975: Crazy Woman / Golden Oldies
- 1979: I Wish You Well / Love Is The Answer
- 1979: A Walk In The Sea / Corporation Rock
- 1983: Malvinas Melody / Ode To A Taxman